# Plat (Župa dubrovačka)
Plat falu Horvátországban, Dubrovnik-Neretva megyében. Közigazgatásilag Župa dubrovačka községhez tartozik.

## Fekvése
A Dubrovnik városától légvonalban 11, közúton 13 km-re délkeletre, községközpontjától légvonalban 3, közúton 4 km-re délkeletre, az Adria-parti főút mentén Soline és Cavtat között fekszik. Főbb településrészei Spion, Malaštice, Stražišće, Duboka Ljuta és Stijene.

## Története
A régészeti leletek tanúsága szerint területe már az ókorban lakott volt. A legrégibb itt élt ismert nép az illírek egyik harcias törzse, az ardiaták voltak, akik az i. e. 4. századból hagyták itt nyomaikat. A magaslatokon épített erődített településeken éltek és kőből emelt halomsírokba temetkeztek. A stratégiai helyeken épített erődökből a nyoma máig fennmaradt  a Spilan magaslaton épített illír várnak. Több ókori halomsír található a Vidovo nevű részén is. A rómaiak hosszú harcok után végül i. e. 135-ben verték le az ardiatákat. Közigazgatási központjuk innen délkeletre, a mai Donji Obod területén fekvő Epidaurum városa volt. A Nyugatrómai Birodalom bukása után a keleti gótok özönlötték el a térséget, őket 537-től 1205-ig kisebb megszakításokkal a bizánciak követték. A 7. században avarok és a kíséretükben érkezett szlávok, a mai horvátok ősei árasztották el a területet. A várakat lerombolták és az ellenálló lakosságot leöldösték. Így semmisült meg a mindaddig fennálló Epidaurum. A túlélő lakosság előbb Župára, majd Raguzába menekült.
Župának ez a része régen a „Belenum” nevet viselte, mely „Bijelo” formában egészen 1734-ig használatos volt, bár a Plat elnevezés már 1400-ban megjelent. A középkorban területe a Raguzai Köztársasághoz tartozott. 1366-ban említik Keresztelő Szent János templomát. A környező településekhez hasonlóan itt is több raguzai családnak volt háza. A lakosság 1806-ban sokat szenvedett a montenegrói és orosz hadak pusztításától, akik sok házat, épületet kifosztottak és leromboltak. Az ostromló hadakat a franciák kényszerítették visszavonulásra. A köztársaság bukása után 1806-ban Dalmáciával együtt ez a térség is a köztársaságot legyőző franciák uralma alá került, de Napóleon bukása után 1815-ben a berlini kongresszus Dalmáciával együtt a Habsburgoknak ítélte. 1857-ben 231, 1910-ben 199 lakosa volt. 1918-ban az új szerb-horvát-szlovén állam, majd később Jugoszlávia része lett. A délszláv háború idején 1991 októberében a jugoszláv hadsereg és a szerb szabadcsapatok foglalták el a települést, melyet kifosztottak és felégettek. A lakosság a közeli Dubrovnikba menekült és csak 1992 tavaszán térhetett vissza. A háború után rögtön megindult az újjáépítés. 2011-ben 302 lakosa volt, akik főként turizmussal, vendéglátással foglalkoztak.

## Népesség
| Lakosság változása | Lakosság változása | Lakosság változása | Lakosság változása | Lakosság változása | Lakosság változása | Lakosság változása | Lakosság változása | Lakosság változása | Lakosság változása | Lakosság változása | Lakosság változása | Lakosság változása | Lakosság változása | Lakosság változása | Lakosság változása |
| ------------------ | ------------------ | ------------------ | ------------------ | ------------------ | ------------------ | ------------------ | ------------------ | ------------------ | ------------------ | ------------------ | ------------------ | ------------------ | ------------------ | ------------------ | ------------------ |
| 1857               | 1869               | 1880               | 1890               | 1900               | 1910               | 1921               | 1931               | 1948               | 1953               | 1961               | 1971               | 1981               | 1991               | 2001               | 2011               |
| 231                | 205                | 201                | 200                | 203                | 199                | 205                | 188                | 171                | 187                | 815                | 215                | 259                | 219                | 268                | 302                |

## Nevezetességei
- A település feletti hegyoldalban álló Keresztelő Szent János templom[4] a 14. században finoman faragott kövekből épített egyhajós, keletelt épület félköríves apszissal. A 18. században új hajóval bővítették, melynek következtében a község legnagyobb temploma lett. A szentély megőrizte régi dongaboltozatát, míg a hajó új mennyezetet kapott. A homlokzatot a bejárat két oldalán elhelyezett két kis négyszögletes ablak és a felette látható reneszánsz négyágú rozetta tagolja. Közöttük Keresztelő Szent Jánost ábrázoló dombormű látható. Az oromzatra egy harang számára épített harangdúcot építettek. Mellette régi temető található. Sokáig romos állapotban állt, felújítása nemrég történt. A templom körül egykor óriási védett borókafenyők álltak, melyek közül a legnagyobb vastagsága elérte a 2,21 métert, de ezek sajnos tűzvész martalékaivá váltak.
- A Nagyboldogasszony templom a 19. században épült a régebbi templom alapjain. Az épületet 1998-ban felújították és meghosszabbították. Mellette található a falu mai temetője. A temetőben található régi sírkövek valószínűsítik, hogy az egykori templom is nagyon régi volt. A sírkövek között néhány nagyon szép is található, melyeket növényi motívumok, vadászjelenetek díszítenek. Van egy különösen értékes, gazdagon díszített kő is, melyet a legszebbnek tartanak a térség hasonló emlékei közül és amely a 14./15. századból származik. A két óriási méretű ciprus, melyek a templom mellett álltak a délszláv háborúban semmisültek meg.
- A Szentlélek templom a 16. században épült az Igrište településrészen, gótikus-reneszánsz stílusban. Építészeti díszítőelemeivel kiemelt védettséget élvez. Egykor előcsarnoka is volt, udvarát fal keríti. Csak pünkösdhétfőn mondanak misét benne.
- A falu feletti 628 méteres Visoka-hegyen találhatók Spilan ókori várának maradványai.[5] A helyet ma általában Spionnak nevezik. A várat az illírek építették, hogy innen tartsák szemmel a környező tengert és partokat. Később a rómaiak foglalták el és megerősítették. Ebből a korból származnak a ma is látható falmaradványok, kőfaragványok és sírok. Az őskori sáncok maradványai a keleti oldalon körülbelül 20 m hosszúságban maradtak fenn. A hegyoldalnak az őskorban való használatát bizonyítja a durva kerámiák bőséges felszíni leletanyaga. Az épületmaradványok nagyjából 2 hektár területen láthatók, a sáncok funkcióját betöltő falmaradványoktól a komplexumon belüli helyiségek sorozatáig, amelyek közül az egyik egy ciszterna volt. A helyszín északi részén egy ókeresztény szakrális épület csekély maradványait is felfedezték. Ugyancsak előkerült két falazott sír és egy oltár válaszfalának töredéke is. A teljes épületkomplexumot a terepalakzatokhoz, a rendelkezésre álló kevés hely kihasználásához igazították. Számos lépcsőmaradványt is találtak. A vár késő ókori erődként a Spilan - Epidaurus erődítményrendszerhez tartozott.[5]
- Lukovica középkori várának maradványai.
- Vidovo temetője, középkori sírkövekkel és halomsírokkal

## Gazdaság
- A helyi gazdaság alapja a turizmus. A településen két szálloda is működik. A turizmuson kívül kisebb mértékben mezőgazdasággal és halászattal foglalkoznak.
- A plati vízierőművet (HE Dubrovnik) 1965-ben építették a Malaštice-hegy oldalában. A térség legnagyobb ipari létesítménye, mely a Trebišnjica-pataknak a Grančarevo-gáttal a Bileća-tóba összegyűjtött vizét hasznosítja. A HE Dubrovnik teljesítménye 216 MW, mely a megye és Trebinje városának áramellátását szolgálja. Közelében áll a Račić család nyaralója.